# Rafi Gavron
Pour les articles homonymes, voir Gavron.
Raphael Pichey Gavron, dit Rafi Gavron (né le 24 juin 1989 à Hendon, dans le district de Barnet, dans le Grand Londres) est un acteur britannique.

## Filmographie

### Cinéma
(juin 2016).
| Année | Film                                                                      | Rôle          | Autres notes                                                                                    |
| ----- | ------------------------------------------------------------------------- | ------------- | ----------------------------------------------------------------------------------------------- |
| 2006  | Par effraction (Breaking and Entering) d'Anthony Minghella                | Miro          | Nommé - British Independent Film Awards (Meilleur espoir débutant)                              |
| 2008  | Une nuit à New York (Nick and Norah's Infinite Playlist) de Peter Sollett | Dev           | A aussi enregistré et interprété une chanson pour le film. (Chanteur principal - Screw the Man) |
| 2008  | Cœur d’encre (Inkheart) de Iain Softley                                   | Farid         |                                                                                                 |
| 2012  | Celeste and Jesse Forever de Lee Toland Krieger                           | Rupert Bates  |                                                                                                 |
| 2012  | Sans issue (The Cold Light of Day) de Mabrouk El Mechri                   | Josh Shaw     |                                                                                                 |
| 2012  | Mine Games de Richard Gray                                                | Lex           |                                                                                                 |
| 2013  | Infiltré (Snitch) de Ric Roman Waugh                                      | Jason Collins |                                                                                                 |
| 2015  | Tracers de Daniel Benmayor                                                | Dylan         |                                                                                                 |
| 2018  | A Star Is Born de Bradley Cooper                                          | Rez           |                                                                                                 |

- 2025 : Mercy de Timur Bekmambetov

### Télévision
| Année | Titre           | Rôle            | Autres notes                                             |
| ----- | --------------- | --------------- | -------------------------------------------------------- |
| 2007  | Rome            | Duro            | Épisode "Son of Hades"                                   |
| 2007  | Rome            | Duro            | Épisode "These Being the Words of Marcus Tullius Cicero" |
| 2007  | Rome            | Duro            | Épisode "Testudo et Lepus (The Tortoise and the Hare)"   |
| 2009  | 24              | Hamid Al-Zarian | Épisode "Day 7: 3:00 a.m.-4:00 a.m."                     |
| 2009  | 24              | Hamid Al-Zarian | Épisode "Day 7: 4:00 a.m.-5:00 a.m."                     |
| 2009  | 24              | Hamid Al-Zarian | Épisode "Day 7: 5:00 a.m.-6:00 a.m. "                    |
| 2010  | Life Unexpected | Bug             | Rôle récurrent                                           |
| 2011  | Parenthood      | Troy Quinn      | Épisode 22 novembre, rôle du petit ami de Zoe            |

- 2019 :  Catch 22 (mini-série) :